# أليك دوغلاس هيوم
أليك دوغلاس هوم (بالإنجليزية: Alec Douglas-Home) سياسي بريطاني من حزب المحافظين (2 يوليو 1903-9 أكتوبر 1995). وكان آخر رئيس وزراء يشغل منصبه في حين أنه كان عضو في مجلس اللوردات، قبل أن يتخلى عن رتبة نبيل ويشغل مقعدا في مجلس العموم لبقية فترة رئاسته. غير أن سمعته ترتكز بشكل أكبر على فترته كوزير خارجية للمملكة المتحدة أكثر من منصبه كرئيس وزراء لفترة وجيزة.
في غضون ست سنوات من دخول مجلس العموم لأول مرة في عام 1931، أصبح دوغلاس هوم مساعد برلماني لينيفل تشامبرلين، شاهداً من البداية جهود تشامبرلين كرئيس للوزراء للحفاظ على السلام من خلال التسوية السياسة في السنتين قبل اندلاع الحرب العالمية الثانية. في عام 1940، تم تشخيص إصابته بمرض السل الفقري وتم تجميد حركته لمدة عامين. بحلول المراحل الأخيرة من الحرب كان قد تعافى بما فيه الكفاية لاستئناف حياته السياسية، لكنه خسر مقعده في الانتخابات العامة لعام 1945. واستعادها في عام 1950، ولكن في العام التالي غادر العموم عندما، عند وفاة والده، ورث إيرلدوم هوم وبالتالي أصبح عضوا في مجلس اللوردات باعتباره إيرل الرابع عشر من عائلة هوم. في عهد رئيس الوزراء ونستون تشرشل، أنثوني إيدن وهارولد ماكميلان تم تعيينه في سلسلة من المناصب العليا على نحو متزايد، بما في ذلك زعيم مجلس اللوردات ووزير الخارجية. وفي المنصب الأخير، الذي عقده في الفترة من 1960 إلى 1963، أعرب عن تأييده لعزم الولايات المتحدة في أزمة صواريخ كوبا، وهو كان الموقع البريطاني لمعاهدة الحظر الجزئي للتجارب النووية في أغسطس 1963.
في أكتوبر 1963، أصيب ماكميلان بالمرض واستقال من منصبه كرئيس للوزراء. تم اختيار هوم ليخلفه. وبحلول الستينيات، كان غير مقبول أن يجلس رئيس الوزراء في مجلس اللوردات، وتخل هوم عن الإرلدوم ووقف بنجاح لانتخابه إلى مجلس العموم كالسيد أليك دوغلاس هوم. كانت طريقة تعيينه مثيرة للجدل، ورفض اثنان من وزراء حكومة ماكميلان تولي منصبهم تحت رئاسته. وقد انتقده من قبل حزب العمال على أنه ارستقراطي، ولم يكن على اتصال بمشاكل الأسر العادية، وقد جاء على محمل الجد في المقابلات التلفزيونية، على النقيض من زعيم حزب العمال هارولد ويلسون. سلوك ومظهر دوغلاس هوم كرئيس الوزراء ظلا أرستقراطي وقديم الطراز. كان فهمه للاقتصاد بدائيا، وأعطى مستشاره ريجينالد مودلينغ الحكم الحر للتعامل مع الشؤون المالية. لم تكن مقترحات دوغلاس-هوم المحلية ملحوظة ولم يحصل على ائتمان يذكر. وقيل أنه يتمتع بالتعامل في السياسة الخارجية، ولكن لم تكن هناك أزمات كبيرة أو قضايا لحلها. ولم يكن وزير خارجيته راب بتلر نشطاً. وكان ديغول قد استخدم حق النقض من قبل بريطانيا للانضمام إلى أوروبا، وقد تم حل أزمة الصواريخ الكوبية، وكانت برلين مرة أخرى على الموقد الخلفي. وكانت قضايا إنهاء الاستعمار روتينية إلى حد كبير، أزمات روديسيا وجنوب أفريقيا قد تكمن في المستقبل.
كان حزب المحافظين، الذين كانوا في الرئاسة من عام 1951، قد فقدت موقفهه بسبب قضية بروفومو، وهي فضيحة جنسية تضم وزير دفاع في عام 1963، وفي وقت تعيين هوم رئيساً للوزراء بدأت الحزب بالتوجه نحو هزيمة انتخابية ثقيلة. كانت رئاسة هوم هي الموجز الثاني أقل في القرن العشرين، الذي انتهت يومين قبل ذكرى السنوية الأولى. ومن بين التشريعات التي صدرت في حكومته إلغاء صيانة أسعار إعادة البيع، مما أدى إلى خفض التكاليف بالنسبة للمستهلكين ضد مصالح منتجي الأغذية والسلع الأخرى.
بعد هزيمة ضيقة في الانتخابات العامة لعام 1964، استقال دوغلاس هوم قيادة حزبه، بعد أن وضع طريقة جديدة وأقل سرية لانتخاب زعيم الحزب. في الفترة ما بين عام 1970- 1974 عمل في مجلس إدوارد هيث كوزير وزارة الخارجية البريطانية، وهو نسخة موسعة من منصب وزير الخارجية، والتي كان قد شغلها في وقت سابق. بعد هزيمة حكومة هيث في عام 1974 عاد إلى مجلس اللوردات كنظير الحياة وتقاعد من سياسة الخط الأمامي.

## حياته ومهنته

### سنواته الأولى
ولد دوغلاس-هوم في مي فير، لندن، أول من سبعة أطفال اللورد دونجلاس (الابن الأكبر للأيرل الثاني عشر من هوم) وزوجته السيدة ليليان لامبتون (ابنة إيرل دورهام الرابعة). وكان الاسم الأول للصبي يختصر عادة إلى «أليك». ومن بين الأطفال الأصغر سناً الكاتب المسرحي ويليام دوغلاس هوم.
في عام 1918 توفي إيرل هوم الثاني عشر، خلفه دنجلاس في الإرلدوم، ونقل لقب المجامل إلى أليك دوغلاس هوم، الذي كان على غرار لورد دونغلاس حتى عام 1951. وقد تلقى تعليمه في مدرسة لودجروف، تليها كلية إيتون. في إتون معاصريه شملوا سيريل كونولي، الذي وصفه فيما بعد بأنه:
هو ناخب من دين إيتون الباطني، من النوع الرشيق، المتسامح، والنعاس، الصبي الذي يمطر عليه الأفاضل ويتتوج مع جميع الأمجاد، محب من قبل السادة ومعجب من قبل الأولاد دون أي جهد واضح من جانبه، دون أن يتعاني من الآثار السلبية للنجاح أو إثارة خداع الحسد في الآخرين. في القرن الثامن عشر كان سيصبح رئيساً للوزراء قبل عمر 30 عاماً. كما كان يبدو، غير مؤهل بشرف على نضال الحياة.
بعد إتون، ذهب دونجلاس إلى كنيسة المسيح، أكسفورد، حيث تخرج من الدرجة الثالثة بمرتبة شرف درجة البكالوريوس في العصور الحديثة في عام 1925.
كان دونجلاس رياضي موهوب. بالإضافة إلى تمثيل إيتون في الفايف، كان لاعب كريكيت قادر في المدرسة، في النادي وفي مستوى المقاطعة، وكان فريداً من نوعه بين رؤساء الوزراء البريطانيين في لعب الكريكيت من الدرجة الأولى. درب من قبل جورج هيرست أصبح كما يقال قي عبارة وسدن«عضو مفيد في إتون إكسي»، الذي شملت بيرسي لوري وجوبي ألين. لاحظ ويسدن: «في مباراة إتون وهارو المتضررة من المطر في عام 1922 سجل 66، على الرغم من أن معوق من قبل زي منقوع، ثم أخذ 4 مقابل 37 مع ذوي العجاف المتوسطة يسير بخطى سريعة».
في المستوى الأول كان يمثل نادي الكريكيت لجامعة أكسفورد، ميدليزكس. بين 1924 و 1927 لعب عشر مباريات من الدرجة الأولى، سجل 147 أشواط في متوسط 16.33 مع أفضل درجة من 37 لا خارج. كرامي أخذ 12 ويكيات في متوسط 30.25 مع أفضل من 3 لي 43. ثلاثة من مبارياته من الدرجة الأولى كانت ضد الأرجنتين في جولة في أمريكا الجنوبية في 1926-1927.
بدأ دنجلاس في الخدمة في الجيش الإقليمي عندما كان في عام 1924 كلف ملازم في لانومشاير يومانري، ثم روج إلى كابتن في عام 1928، ورائد في عام 1933.

### نائب برلماني (1931-1937)
لم يكن لقب المجاملة اللورد دونجلاس يحمل معه عضوية مجلس اللوردات، وكان دونغلاس مؤهلاً للحصول على انتخابات إلى مجلس العموم. خلافاً للعديد من العائلات الأرستقراطية، لم يكن لمنزل دوغلاس-هومز سوى تاريخ ضئيل من الخدمة السياسية. وكان الفريد من نوعه، هو الإيرل الحادي عشر، أب جد دونغلاس، شغل مناصب حكومية، بوصفه وكيل وزارة الخارجية في حكومة آرثر ويلزلي في الفترة 1828-1830. وقف والد دونجلاس، على مضض وبدون نجاح، للبرلمان قبل أن ينجح في إيرلدوم.
قد أظهر دونجلاس اهتماماً قليلاً في السياسة بينما كان في إيتون أو أكسفورد. ولم ينضم إلى اتحاد أكسفورد كما كان يفعل السياسيون الناشئون في العادة. ومع ذلك، كونه وريثاً للعقارات العائلية كان مشكوكاً فيه حول احتمال الحياة كرجل ريفي: «كنت دائما مستاءً جداً من هذا الدور، ورأيت أنه لن يكون كافياً». ويعتقد كاتب سيرته الذاتية ديفيد دوتون أن دوغلاس أصبح مهتم بالسياسة بسبب انتشار البطالة والفقر في الأراضي المنخفضة الإسكتلندية حيث عاشت عائلته. في وقت لاحق من حياته المهنية، عندما أصبح رئيساً للوزراء، كتب دونغلاس (في ذلك الوقت كان سير أليك دوغلاس هوم) في مذكرة: «دخلت السياسة لأنني شعرت أنها شكل من أشكال الخدمة العامة، وأن ما يقرب من جيل من كان السياسيين قد خفضوا في الحرب الأولى أولئك الذين لديهم أي شيء لإعطاء في طريق القيادة يجب أن يفعلوا ذلك». تأثر تفكيره السياسي من قبل نويل سكيلتون، عضو في الحزب الإتحادي (كما كان اسم حزب المحافظين في إسكتلندا بين عامي 1912 و 1965). دع سكيلتون إلى «دولة ديمقراطية ملكة لأرضيها»، استناداً إلى خيارات الأسهم للعمال والديمقراطية الصناعية. لم يقنع دونجلاس بالمثل الاشتراكي للملكية العامة. وشاطر رأي سكيلتون بأن «ما يملكه الجميع لا يملكه أحد».
بدعم من سكيلتون، حصل دونجلاس على ترشيح الإتحادي في كواتبريدج للإتخابات العامة لعام 1929. ولم يكن مقعداً يتوقع أن يفوز به النقابيون، وخسر أمام خصمه في حزب العمالي بعدد 9,210 صوتاً مقابل 16,879. ومع ذلك، كانت تجربة قيمة لدونجلاس، الذي كان من التصرف اللطيف وغير ملزم وليس خطيب طبيعي. بدأ يتعلم كيفية التعامل مع الجماهير المعادية والتعبير على رسالته. عندما تم تشكيل ائتلاف «حكومة وطنية» في عام 1931 للتعامل مع الأزمة مالية تم اعتماد دونجلاس كمرشح الإتحادي للانارك. وكان الناخبون في المنطقة مختلطون، ولم ينظر إلى الدائرة الانتخابية كمقعد آمن لأي طرف؛ في انتخابات عام 1929 أستولوا عليه الحزب العمالي من الإتحاديين. بدعم من الحزب الليبرالي المؤيد للتحالف، الذي دعمته بدلاً من إيفاد مرشحه الخاص، فاز دونجلاس بسهولة على مرشح العمال.
كانت عضوية مجلس العموم الجديد تتألف بشكل ساحق من نواب مؤيدين للائتلاف، ولذلك كان هناك عدد كبير من الأعضاء المؤهلين لشغل المناصب الحكومية. في جملة ديتون، «كان من السهل على الدونغلاس أن يضعف إلى ما لا نهاية في الغموض الخلفي». ولكن، تم تعيين سكيلتون، وكيلاً للوزارة في المكتب الإسكتلندى، وعرض على دونجلاس منصب مساعد البرلمان الغير الرسمى. وكان هذا مفيداً مضاعفاً لدونجلاس. أي عضو في البرلمان يشغل منصب سكرتير برلماني خاص رسمي إلى وزير حكومي، هو محجوز للعمل الداخلي للحكومة، ولكن من المتوقع أن يحافظ على الصمت الحر في مجلس العموم. حقق دونجلاس الأولى دون الحاجة إلى مراقبة الثانية. ألقى خطابه الأول في فبراير 1932 بشأن موضوع السياسة الاقتصادية، داعياً إلى اتباع نهج حمائية إزاء الواردات الرخيصة. وعارض اعتراض حزب العمال على أن هذا من شأنه أن يرفع من تكلفة المعيشة، بحجة أن التعريفة الجمركية «تحفز العمالة وتعطي العمل [و] تزيد من القوة الشرائية للشعب عن طريق الاستعاضة عن أجور إعانة البطالة».
خلال أربع سنوات كمساعد سكيلتون كان الدونغلاس جزءاً من فريق يعمل على مجموعة واسعة من القضايا، من الخدمات الطبية في إسكتلندا الريفية إلى المستوطنات البرية ومصائد الأسماك والتعليم والصناعة. تم تعيين دونجلاس مسؤول سكرتير برلماني خاص إلى أنثوني ميرهيد، وزير صغير في وزارة العمل، في عام 1935، وبعد أقل من عام أصبح سكرتير برلماني خاص إلى وزير الخزانة، نيفيل تشامبرلين.
في عام 1936 تزوج دونجلاس إليزابيث ألينغتون؛ والدها، سيريل ألينغتون، كان مدير دونجلاس في كلية إتون، وكان من عام 1933 عميد دورهام. كانت الزواج في كاتدرائية دورهام، التي أجراها ألينجتون مع وليام تيمبل، رئيس أساقفة يورك وهنسلي هنسون، أسقف دورهام. بالإضافة إلى العدد الكبير من الضيوف الأرستقراطيين، تمت دعوة أفراد الأسرة وخادمي العقارات في منازل دوغلاس-هوم في قلعة دوغلاس وهيرسل. كان هناك أربعة أطفال من الزواج: كارولين، ميريل، ديانا وديفيد. وكان آخرهم وريث دنجلاس، وراث الإيرلدوم من هوم في عام 1995.

### تشامبرلين والحرب
بحلول موعد تعيين دونجلاس كان تشامبرلين ينظر إليه عموماً على أنه وريث لرئاسة الوزراء، وفي عام 1937، شاغل الوظيفة ستانلي بلدوين تقاعد وخلفه تشامبرلين. احتفظ لدونجلاس كسكرتيره البرلماني الخاص، وهو دور وصفه كاتب السيرة د.ر. ثورب بأنه «اليد اليمنى ... عيون وآذان نيفيل تشامبرلين»، ومن قبل دوتون «ضابط إتصال مع الحزب البرلماني، باعث ومتلقي المعلومات و [حافظ] سيده على العلم بالمزاج على المقاعد الخلفية للحكومة». كان هذا الأمر مهماً بشكل خاص بالنسبة إلى تشامبرلين، الذي كان ينظر إليه على أنه بعيد ومعزل؛ كتب دوغلاس هيرد أنه «يفتقر إلى السحر الشخصي الذي يجعل الإدارة المختصة مستساغة للزملاء الضالعين - وهي هدية يملكها سكرتيره الخاص البرلماني». اعجب دونجلاس تشامبرلين، على الرغم من شخصيته الشاقة: «أنا أحبه، وأعتقد أنه يحبني. ولكن إذا ذهب واحد في نهاية اليوم للدردشة أو القيل والقال، فإنه سوف يميل إلى طرح» ماذا تريد ؟«كان رجل صعب جداً للتعرف عليه».
كما شاهد دونجلاس مساعد تشامبرلين في البداية محاولات رئيس الوزراء لمنع الحرب العالمية الثانية من خلال تسوية مع أدولف هتلر. عندما عقد تشامبرلين اجتماعه الأخير مع هتلر في ميونيخ في سبتمبر 1938، رافقه دنجلاس. وبعد أن حصل على تمديد طويل الأمد للسلام من خلال الانضمام إلى مطالب هتلر الإقليمية على حساب تشيكوسلوفاكيا، رحب تشامبرلين إلى لندن من قبل الحشود الهتافة. متجاهلاً حث دنجلاس بأدلاء خطاباً فريداً بشكل غير معهود، مدعياً أنه أعاد «السلام مع الشرف» ووعد «السلام في عصرنا». وكانت هذه الكلمات تطارده عندما جعلت عدوان هتلر المستمر حرباً لا مفر منها بعد أقل من عام. ظل تشامبرلين رئيس الوزراء من اندلاع الحرب في سبتمبر 1939 حتى مايو 1940، عندما، في كلمات دنجلاس، «انه لم يعد قادراً على دعم الأغلبية في الحزب المحافظ». وبعد التصويت في مجلس العموم، الذي أنخفضت فيه أغلبية الحكومة من أكثر من 200 إلى 81، تشامبرلين أفسح المجال أمام ونستون تشرشل. ووافق على منصب رئيس المجلس الغير إداري في الحكومة الائتلافية الجديدة؛ وظل دونجلاس كسكرتيره البرلماني الخاص له، بعد أن رفض في وقت سابق عرض منصب وزاري كوكيل الوزارة لمكتب الشؤون الإسكتلندية. على الرغم من أن سمعة تشامبرلين لم تتعافى أبداً من ميونيخ، وأن مؤيديه مثل ر.أ. بتلر عانوا طوال حياتهم المهنية في وقت لاحق من علامة «الإسترضاء»، إلا أن دونجلاس نجا من اللوم. ومع ذلك، حافظ دونجلاس بحزم طوال حياته على أن إتفاق ميونيخ كانت حيوية لبقاء بريطانيا وهزيمة ألمانيا النازية من خلال منح المملكة المتحدة سنة إضافية للتحضير للحرب التي لم يكن من الممكن أن تنافس عليها في عام 1938.
في غضون أشهر من تركه رئاسة الوزراء صحة تشامبرلين بدأت تفشل؛ أستقال من مجلس الوزراء، وتوفي بعد مرض قصير في نوفمبر 1940. تطوع دونجلاس للخدمة العسكرية النشطة، والسعي للانضمام مرة أخرى إلى لاناركشير يومانري  بعد وقت قصير من مغادرة تشامبرلين لداونينغ ستريت. وكشف الفحص الطبي الذي أعقب ذلك أن دونجلاس كان لديه ثقب في العمود الفقري له محاطة سل في العظام. دون جراحة لم يكن قادرا على المشي في غضون أشهر. تم تنفيذ عملية مبتكرة وخطرة في سبتمبر 1940، استمرت ست ساعات، حيث تم كشط العظام المريضة في العمود الفقري واستبدلت بعظم صحي من شين المريض.
بالنسبة إلى كل من فكاهة والصبر دونجلاس، كان العامان التاليان محاكمة خطيرة. كان مغطى في الجص وبقى مسطح على ظهره لمعظم تلك الفترة. على الرغم من أن أنشط الدعم الحساس من زوجته وعائلته، كما اعترف في وقت لاحق، «إنني كثيراً ما شعرت بأنني سأكون أفضل ميت.» وفي أواخر عام 1942 وأطلق سراحه من سترته الجبسة ومزودة العمود الفقري في أوائل عام 1943 كان محمول للمرة الأولى منذ العملية. وأثناء عجزه قرأ بصرامة؛ بين الأعمال الذي درسها كانت هناك رأس المال، وأعمال إنجلز ولينين، وسير الذاتية للسياسيين من القرن التاسع عشر والقرن العشرين السياسيين، وروايات لمؤلفين من دوستويفسكي إلى كوستلر.
في يوليو 1943 حضر دونجلاس حظر مجلس العموم للمرة الأولى منذ عام 1940، وبدأ لجعل سمعة كعضو خلفي في الحزب، ولا سيما لخبرته في مجال الشؤون الخارجية. وتوقع مستقبل ما بعد الإمبراطورية لبريطانيا وشدد على الحاجة إلى علاقات أوروبية قوية بعد الحرب. في عام 1944، مع تحول الحرب الآن إلى صالح الحلفاء، تحدث دونجلاس ببلاغة عن أهمية مقاومة طموح الاتحاد السوفيتي للسيطرة على أوروبا الشرقية. جريئته في الحث علناً لتشرشل على عدم الإعطاء إلى أوامر جوزيف ستالين قد علق عليه بنطاق واسع؛ ولاحظ الكثيرون، الكثير، بمن فيهم تشرشل نفسه، أن بعض تلك الذين ارتبطوا مرة واحدة بالإسترضاء قرروا أنه لا ينبغي تكرارها في مواجهة العدوان الروسي. غادر حزب العمال الائتلاف الحربي في مايو 1945 وشكل تشرشل حكومة المحافظين المؤقتة، في انتظار إجراء انتخابات عامة في يوليو. وعُيّن دونجلاس إلى أول منصب وزاري له: بقي أنثوني إيدن المسؤول عن وزارة الخارجية، وعُيّن دونجلاس باعتباره واحداً من ابنيه وكيل أمناء الدولة.

### بعد الحرب ومجلس اللوردات (1945-1957)
في انتخابات العامة التي جرت يوليو 1945، فقد دونجلاس مقعده البرلماني للانتصار العمالي الساحق. كان من المفترض على نطاق واسع أن والده، إيرل الثالث عشر، كان في السبعينيات من عمره، وكانت مهنة الدونجلاس السياسية وراءه، لكي يرث الإيرلدوم قريباً. ولا يوجد في ذلك الوقت نصوص على الأقران بالتخلي عن ألقابهم، وهذا سيجلب معه مقعداً إلزامياً في مجلس اللوردات، مع عدم وجود خيار للبقاء في مجلس العموم، حيث يقيم معظم السلطة السياسية. تم تعيين دونجلاس مديراً لبنك إسكتلندا في عام 1946، وعلى الرغم من أنه لم يعتبر العمل المصرفي كحل طويل الأجل، فقد اكتسب خبرة قيمة مباشرة في التجارة والتمويل. وظلّ مع البنك حتى عام 1951.
في عام 1950، دعا كليمنت أتلي، رئيس وزراء العمالي، إلى إجراء انتخابات عامة. ودعيا دونجلاس للوقوف مرة أخرى كمرشح الإتحادي للانارك. بعد أن شعر بالإشمئزاز من الهجمات الشخصية خلال حملة عام 1945 من قبل توم ستيلي، خصمه في حزب العمال، لم يتردد دونجلاس في تذكير الناخبين في لانارك بأن ستيلي قد شكر بحرارة الحزب الشيوعي وأعضائه لمساعدته على أخذ المقعد من الإتحاديين. بحلول عام 1950، مع الحرب الباردة في ذروتها، كانت علاقة ستيل بالشيوعيين مسؤولية انتخابية حاسمة. استعاد دونجلاس المقعد مع واحدة من أصغر الأغلبيات في أي دائرة انتخابية بريطانية: 19,890 إلى 19,205. وفاز حزب العمال بفارق ضئيل في الانتخابات العامة، مع أغلبية 5 أصوات.
في يوليو 1951 توفي الإيرل الثالث عشر. خلفه دونجلاس، ووراث عنوان إيرل هوم جنباً إلى جنب مع العقارات العائلية الواسعة، بما في ذلك الهيرسل، الإقامة الرئيسية لدونجلاس هوم. اتخذ اللورد هوم الجديد مقعده في مجلس اللوردات؛ وتم استدعاء انتخابات فرعية لتعيين عضو جديد في البرلمان للانارك، ولكنه كان لا يزال معلقاً عندما دعا أتلي انتخابات عامة أخرى في أكتوبر 1951. احتفظ الإتحاديون للانارك، والنتيجة الوطنية أعطت حزب المحافظين تحت تشرشل أغلبية صغيرة ولكن خدمية.
و عُيِّن هوم لمنصب وزير الدولة الجديد في المكتب الإسكتلندي، وهو مناصب متوسط، منصب أكبر من وكيل الأمين العام ولكنه أصغر بالنسبة لجيمس ستيوارت، وزير الدولة، الذي كان عضواً في مجلس الوزراء. كان ستيوارت، الذي كان سابقاً السوط المؤثر الرئيسي، مقرب من تشرشل، وربما أقوى وزير إسكتلندي في أي حكومة. يكتب ثورب أن هوم مدين بتعيينه لمناصرة ستيوارت له بدلاً من أي حماسة كبيرة من جانب رئيس الوزراء (أشار إليه تشرشل بأنه «هوم حلو هوم»). وبالإضافة إلى منصبه الوزاري، تم تعيين «هوم» لعضوية مجلس البريفي في المملكة المتحدة، وهو شرف يمنح إلا على نحو انتقائي للوزراء دون رتبة حكومية.
طوال فترة ولاية تشرشل الثانية كرئيس للوزراء (1951-1555) بقي هوم في المكتب الإسكتلندي، على الرغم من أن كلا من إيدن في وزارة الخارجية واللورد سالزبوري في مكتب العلاقات بالكومنولث دعاه للانضمام إلى فرقهم الوزارية. من بين المسائل الإسكتلندية التي تناولها كانت مشاريع الطاقة الكهرومائية، زراعة التل، النقل البحري، النقل البري، الغابات، ورفاهية القواطع في المرتفعات والهبرديس الخارجي. لم يتم الإبلاغ عن هذه المسائل إلى حد كبير في الصحافة البريطانية، ولكن مسألة السيفر الملكي على صناديق عمود مكتب البريد أصبحت أخبار الصفحات الأولى. لأن ملكة إليزابيث الأولى من إنجلترا لم تكن ملكة إسكتلندا، إلا أن بعض القوميين حافظوا عندما جاءت إليزابيث الثانية إلى العرش البريطاني في عام 1952 أن في إسكتلندا يجب أن تكون على غرار «إليزابيث الأولى». وقال تشرشل في مجلس العموم أنه بالنظر إلى «عظمة وروعة اسكتلندا»، ومساهمة الاسكتلنديين للتاريخ البريطاني والعالمي، «يجب عليهم أن يحافظوا على أسخف الناس في الرتب». ومع ذلك رتب هوم أنه في إسكتلندا يتم تزيين صناديق البريد العمودي الجديد مع التاج الملكي بدلاً من السيفر الكامل.
وعندما خلف إيدن في رئاسة تشرشل كرئيساً للوزراء في عام 1955، قام بترقية هوم إلى مجلس الوزراء، كوزير للدولة لشؤون الكومنويلث. في وقت هذا التعيين لم يزور هوم أي من الدول التي كانت ضمن اختصاصه الوزاري، وسرعان ما رتب لزيارة أستراليا، نيوزيلندا، سنغافورة، الهند، باكستان وسيلان. كان عليه أن يتعامل مع موضوع الحساس للهجرة من وبين بلدان الكومنولث، حيث كان لا بد من تحقيق التوازن الدقيق بين المقاومة في بعض الدوائر في بريطانيا وإستراليا للهجرة غير البيضاء من جهة، ومن ناحية أخرى خطر العقوبات من الهند وباكستان ضد المصالح التجارية البريطانية إذا أتبعت سياسات تمييزية. ومع ذلك، في معظم النواحي، عندما تولى هوم التعيين يبدو أن الفترة كانت غير مريحة نسبياً في تاريخ الكمنويلث. كانت اضطرابات استقلال الهند في عام 1947 في الماضي، وموجة إنهاء الإستعمار في السيتينات لم يأت بعد. ومع ذلك، فقد سقطت المسؤولية على هوم للحفاظ على وحدة الكومنويلث خلال العدوان الثلاثي في عام 1956، التي وصفها دوتون بأنها «الأكثر إثارة للخلاف في تاريخها حتى الآن». أيدت أستراليا، نيوزيلندا وجنوب أفريقيا الغزو الأنجلو-فرنسي لمصر لإستعادة السيطرة على قناة السويس. كندا، سيلان، الهند وباكستان عارضتها.
وبدأت هناك خطراً حقيقياً من أن سيلان، الهند، وخاصة باكستان، قد يغادرا الكمنويلث. كان هوم ثابتاً في دعمه للغزو، لكنه أستخدم إتصالاته مع جواهر لال نهرو، ف. ك. كريشنا مينون، فيجايا لاكشمي بانديت وآخرون في محاولة لمنع الكومنولث من التفكك. كانت علاقته مع إيدن داعمة ومرتاحة؛ كان قادراً، كما لم يفعل الآخرون، لتحذير إيدن من عدم الارتياح حول السويس على الصعيد الدولي وبين بعض أعضاء مجلس الوزراء. ورفض إيدن عدم الارتياح في مجلس الوزراء على أنه «الأخوات الضعيفات»، وكان أبرزهم بتلر، الذي تردده على السويس وعلى الرأس دعمه للتهدئة مع هتلر أدت إلى أضرار بمكانته داخل حزب المحافظين. عندما تم التخلي عن الغزو تحت ضغط من الولايات المتحدة في نوفمبر 1956، عمل هوم مع أعضاء المعارضة في الكمنولث لبناء المنظمة إلى ما يدعوه هرد «الكومنويلث الحديث المتعدد الأعراق».

### حكومة ماكميلان
استقال إيدن في يناير 1957. في عام 1955 كان خيلفاُ واضحاُ لتشرشل، ولكن هذه المرة لم يكن هناك وريث واضح. لم يتم انتخاب قادة الحزب المحافظيين بالاقتراع من أعضاء البرلمان أو أعضاء الحزب، ولكن ظهروا بعد السبر غير الرسمية داخل الحزب، والمعروفة باسم «عمليات التشاور العرفية». كان رئيس السوط إدوارد هيث قد استطلع آراء النواب المحافظين الخلفيين، وإثنين من كبار الأقران المحافظين، اللورد رئيس المجلس، اللورد ساليسبري، والمستشار، اللورد كيلموير، رأى أعضاء من الحكومة كل على حدة للتأكد من تفضيلاتهم. وأيٌد زميل واحد في مجلس الوزراء فقط بتلر. والباقي، بما في ذلك هوم، اختاروا هارولد ماكميلان. تشرشل، التي تشاورته الملكة، فعل الشيء نفسه. عين ماكميلان رئيساُ للوزراء في 10 يناير 1957.
في الإدارة الجديدة بقي هوم في مكتب العلاقات بين الكومنويلث. وقضى معظم وقته في المسائل المتعلقة بأفريقيا، حيث كان من الضروري الإتفاق على مستقبل بيشوانالاند واتحاد رودسيا ونياسالاند. ومن بين المسائل الأخرى التي شارك فيها هو النزاع بين الهند وباكستان حول كشمير، مساعدة الهجرة من بريطانيا إلى أستراليا، والعلاقات مع المطران مكاريوس الثالث من قبرص. وأدى الأخير بشكل غير متوقع إلى تعزيز دور هوم في مجلس الوزراء. وقد اُعتقل ماكاريوس، زعيم الحركة المناوئة لبريطانيا والموالية لليونان، في المنفى في سيشل. قرر ماكميلان، بموافقة هوم ومعظم مجلس الوزراء، أن سجنه كان يضر أكثر مما هو جيد لموقف بريطانيا في قبرص، وأمر الإفراج عن مكاريوس. اللورد ساليسبري رفض بشدة القرار واستقال من مجلس الوزراء في مارس 1957. أضاف ماكميلان مسؤوليات ساليسبوي إلى واجبات هوم الحالية، مما جعله رئيس المجلس ورئيس مجلس اللوردات. كان أول هذه الوظائف شرفاً إلى حد كبير، ولكن قيادة اللوردات وضعت هوم في المسؤولية لمر أعمال الحكومة من خلال مجلس اللوردات، وقربته إلى مركز السلطة. في عبارة هرد، «من خلال العملية غير الملحوظة التي تتسم بها السياسة البريطانية وجد نفسه شهراً بعد شهر، دون أي مناورة خاصة من جانبه، أصبح شخصية لأغنى عنها في الحكومة».
قد اعتبر الزملاء والمعارضون على حد سواء بشكل عام أن هوم ودي، وكان هناك عدد قليل من السياسيين الذين لم يستجبوا له بشكل جيد. كان أحدهم أتلي، ولكن كما لم تتداخل أعدادهم السياسية، كان ذلك نتيجة أقلية. الأهم من ذلك هو علاقة إيان ماكليود الشائكة مع هوم. كان ماكليود، وزير الدولة للمستعمرات من 1959-1961، مثل بتلر، على الجناح الليبرالي للحزب المحافظ؛ كان مقتنعاً، كما لم يكن هوم، أن مستعمرات بريطانيا في أفريقيا يجب أن يكون لها حكم الأغلبية والاستقلال في أسرع وقت ممكن. وتداخلت مجالات نفوذهم في اتحاد رودسيا ونياسالاند.
أعرب ماكلويد عن رغبته في المضي قدماً في حكم الأغلبية والاستقلال؛ هوم اعتقد في نهج أكثر تدرجي في عملية الاستقلال، مستيعباً كل من آراء ومصالح الأقلية البيضاء والغالبية السوداء. لم يتفق ماكليود مع أولئك الذين حذروا من أن الاستقلال الراسخ سيؤدي الدول المستقلة الحديثة إلى «المتاعب والصراع والفقر والديكتاتورية» وغيرها من الشرور. وكان رده: «هل أردت أن يبقوا الرومان في بريطانيا؟» وهدد بالاستقالة ما لم يسمح له بإطلاق سراح ناشط نياسالاند الرائد هاستينغز باندا من السجن، وهي الخطوة التي أعتقدها هوم والآخرين غير حكيمة ومسؤولة لإثارة عدم الثقة في بريطانيا بين الأقلية البيضاء في الاتحاد. كان ماكليود له طريقته، ولكن بحلول ذلك الوقت لم يعد هوم في مكتب علاقات الكمنويلث.

### وزير الخارجية (1960-1963)
في عام 1960، أصر وزير الخزانة، ديريك هيثكوات-أموري، على التقاعد. اتفق ماكميلان مع هيثكوات-أموري أن أفضل خليف له في الخزانة سيكون وزير الخارجية الحالي، سيلوين لويد. من حيث القدرة والخبرة المرشح الواضح لتولي من لويد في وزارة الخارجية كان هوم، ولكن بحلول عام 1960 كان هناك توقع بأن وزير الخارجية يكون عضواً في مجلس العموم. هذا المنصب لم يحتفظ به من قبل قرن منذ اللورد هاليفاكس مابين عام 1938-1940؛ كان لإيدن رغبة في تعيين ساليسبري في عام 1955، لكنه خلص إلى أنه لن يكون مقبولاً لدى مجلس العموم.
بعد مناقشات مع لويد وكبار الموظفين الحكوميين، اتخذ ماكميلان خطوة غير مسبوقة لتعيين وزيريين في وزارة الخارجية هما: هوم، وزيراً للخارجية في اللوردات، وإدوارد هيث، اللورد بريفي ونائب وزير الخارجية في مجلس العموم. مع الطلب البريطاني للقبول إلى السوق الأوروبي المشترك في انتظار، أعطي لهيث مسؤولية خاصة للمفاوضات معهم وكذلك للتحدث في العموم للشؤون الخارجية بشكل عام.
احتج حزب العمال المعارض على تعيين هوم. قال زعيمهم، هيو غايتسكيل، إنه "غير مقبول دستورياً" أن يكون قرن مسؤولاً عن الوزارة الخارجية. ورد ماكميلان بأن حادث الولادة لا ينبغي أن يسمح له بإنكار خدمات "أفضل رجل للعمل - الرجل الذي أريده في جانبي". يقول هرد: "مثل كل هذه الاضطرابات الاصطناعية، توفيت بعد فترة من الزمن (ولم يتم تجديدها بعد أي قوة بعد تسعة عشر عاماً عندما عينت مارغريت ثاتشر قرن آخر، لورد كارينجتون، لنفس المنصب). عملت شراكة هوم وهيث بشكل جيد. على الرغم من خلفياتهم وأعمارهم المختلفة - هوم الأرستقراطي الإدواردي وهيث من الطبقة المتوسطة الذي تربى في سنوات ما بين الحربين - واحتراما بعضهما. دعم هوم طموح ماكميلان لحصول بريطانيا على عضوية إلى السوق الأوروبي، وكان سعيداً بترك المفاوضات في يد هيث.
كان اهتمام هوم يتركز أساساً على الحرب الباردة، حيث تم تخفيف معتقداته المعادية للشيوعية المعززة بقوة عن طريق نهج عملي للتعامل مع الاتحاد السوفياتي. وكانت أول مشكلة رئيسية له في هذا المجال في عام 1961 عندما بناء على أوامر من الزعيم السوفياتي نيكيتا خروتشوف، تم بناء جدار برلين لوقف الألمان الشرقيين الهرب إلى ألمانيا الغربية عبر برلين الغربية. كتب هوم إلى نظيره الأمريكي دين راسك، «إن منع البرليين الشرقيين من الدخول إلى برلين الغربية لم يكن أبداً قاضية بالنسبة لنا. نحن قلقون على التخل الغربي إلى برلين وهذا ما يجب أن نحافظ عليه». سرعان ما توصلت حكومات ألمانيا الغربية، بريطانيا والولايات المتحدة إلى إتفاق حول موقفها التفاوضي المشترك؛ إلا أنه ظل قائما لإقناع الرئيس شارل ديغول الفرنسي بالمحاذاة مع الحلفاء. خلال مناقشاتهم ماكميلان علق أن ديغول أظهر «كل الصلابة من لاعب البوكر دون دفء في بعض الأحيان». وتم التوصل إلى اتفاق، واعترف الحلفاء ضمناً بأن الجدار سيظل قائماً. السوفييت من جانبهم لم يسعوا إلى قطع وصول الحلفاء إلى برلين الغربية عبر أراضي ألمانيا الشرقية.
في العام التالي هددت أزمة صواريخ كوبا بتحويل الحرب الباردة إلى حرب نووية. تم جلب صواريخ نووية سوفيتية إلى كوبا، بالقرب من الولايات المتحدة بشكل إستفزازي. وأصر الرئيس الأمريكي، جون كينيدي، على ضرورة إزالتهم، ورأى الكثيرون أن العالم على حافة الكارثة مع التبادلات النووية بين القوتين العظميتين. على الرغم من وجود صورة عامة للهدوء الذي لا يمكن تصفيته، كان ماكميلان بطبيعته متوتراً. خلال أزمة الصواريخ، عززت هدوء هوم، التي كانت حقيقية وفطرية، تصميم رئيس الوزراء، وشجعته على دعم تحدي كينيدي للتهديدات السوفيتية بالهجوم النووي. وقد أعطى كل من اللورد المستشار (اللورد ديلهورن) النائب العام (السير جون هوبسون) والمحامي العام (السير بيتر رولينسون) رأيهم لهوم بأن الحصار الأمريكي على كوبا كان خرقاً للقانون الدولي، لكنه واصل دعوة دعم سياسة كيندي القوية. عندما تراجع خروتشوف وأزال الصواريخ السوفياتية من كوبا، علق هوم:
كان هناك قدر كبير من التكهنات حول دوافع روسيا. بالنسبة لي فهي واضحة تماماً. كان دافعهم وراء ذلك هو اختبار إرادة الولايات المتحدة والوقوف على كيفية رد رئيس الولايات المتحدة على وجه الخصوص ضد تهديد القوة. إذا فشل الرئيس للحظة واحدة في مسألة أثرت على أمن الولايات المتحدة، فلن يكون هناك لأي حليف لأمريكا ثقة في حماية الولايات المتحدة مرة أخرى.
كان المعْلِم الرئيسي لفترة هوم كوزير للخارجية أيضاً في مجال العلاقات بين الشرق والغرب: التفاوض والتوقيع على معاهدة الحظر الجزئي للتجارب النووية في عام 1963. كانت له علاقة جيدة مع نظرائه الأمريكيين والسوفييت، راسك وأندري غروميكو. كتب غروميكو أنه كلما ألتقى بهوم لم يكن هناك «فجأة، لا تزال أقل، من الاختراقات» ولكن «كل اجتماع ترك انطباعا متحضراً جعل الاجتماع المقبل أسهل». خلص غروميكو إلى أن هوم أضاف حدة سياسة خارجية لبريطانيا. وقع غروميكو، هوم وراسك المعاهدة في موسكو في 5 أغسطس 1963. بعد الخوف الذي أثارته أزمة الصواريخ الكوبية على الصعيد الدولي، حظي الحظر المفروض على التجارب النووية في الغلاف الجوي في الفضاء الخارجي وتحت سطح الماء بترحيب واسع النطاق كخطوة نحو إنهاء الحرب الباردة. بالنسبة للحكومة البريطانية كان الخبر السار من موسكو موضع ترحيب مضاعف للفت الانتباه بعيداً عن قضية بروفومو، وهي فضيحة جنسية ضمت وزير كبير، مما جعلت إدارة ماكميلان تبدو ضعيفة.

### خليفة ماكميلان
في أكتوبر 1963، قبل المؤتمر السنوي للحزب المحافظ، أصيب ماكميلان بمرض انسداد البروستاتا. كان الوضع في البداية يعتقد أنه أكثر خطورة مما أتضح، وأعلن أنه سيستقيل من منصب رئيس الوزراء حالما يتم تعيين خلف له. واعتبر ثلاثة من كبار السياسيين خلفاء محتملين، بتلر (وزير الدولة الأول)، ريجينالد مودلينغ (وزير الخزانة)، واللورد هيلشام (لورد رئيس المجلس ورئيس مجلس اللوردات). وخصت صحيفة ذي تايمز دعمها:
لا شك في أن السيد بتلر متأكد من الأغلبية داخل مجلس الوزراء، حيث يجب الآن إتخاذ المبادرة الرئيسية. وكان للسيد ماودلينغ، عندما تفرقت البرلمان في بداية أغسطس، فرصة بأن يحظى بأغلبية بين أعضاء البرلمان في مجلس العموم. اللورد هيلشام، كما أظهر استقباله اليوم في أول ظهور له قبل المؤتمر، لا يزال محبوبة من الجمعيات الانتخابية.
في نفس المقال، ذكر هوم في تمرير «كمرشح افتراضي الرابع» الذي يمكن للحزب أن يتساوم به إذا لزم الأمر.
كان مفترضا في مقالة ذي تايمز، ومن قبل معلقين آخرين، أنه إذا كان هيلشام (أو هوم) مرشحاً، فسيتعين عليه التخلي عن لقبه في مجلس اللوردات. وقد كان هذا ممكناً للمرة الأولى من قبل التشريع الأخير. كان آخر رئيس وزراء بريطانيا للجلوس في مجلس اللوردات كان المركيز ساليسبري الثالث في عام 1902. بحلول عام 1923، اضطرار الاختيار ما بين بالدوين وجورج كرزون، قرر جورج الخامس أن «متطلبات العصر الحالي» يلزمه بتعيين رئيس وزراء من مجلس العموم. وسجل سكرتيره الخاص أن الملك «أعتقد أنه لن يحقق ثقته الآن باختيار رئيس الوزراء من مجلس اللوردات». وبالمثل، بعد استقالة نيفيل تشامبرلين في عام 1940 كان هناك إثنين من المحتملين كخلفاء، تشرشل وهاليفاكس، ولكن الأخير استبعد نفسه كرئيس الوزراء على أساس أن عضويته في مجلس اللوردات لم تأهله. وفي عام 1963، كان من الثابت تماماً أن رئيس الوزراء ينبغي أن يكون عضواً في مجلس العموم. في 10 أكتوبر أعلن هيلشام عزمه على التخلي عن لقبه.
حدثت «العمليات العرفية» مرة أخرى. كانت الخصوصية المعتادة للمشاورات مستحيلة لأنها وقعت خلال المؤتمر الحزبي، والخلفاء المحتملين جعلوا عروضهم علنية جداً. كان لدى باتلر ميزة بإعطاء الكلمة الرئيسية لرئيس الحزب في المؤتمر في غياب ماكميلان، ولكن كان يعتقد على نطاق واسع أنه قد أهدر الفرصة من خلال تقديم خطاب غير ملهم. هايلشام وقف العديد من مؤيدينه المحتملين بسبب شخصيته المنبحطة، وبعض فكره كفاضح. أدلى ماودلينغ، مثل بتلر، بخطاب فشل في إعجاب المؤتمر. حث كبار الشخصيات المحافظة مثل لورد وولتون وسيلوين لويد لهوم على جعل نفسه متاحاً للنظر فيه.
بعد أن استبعد نفسه من السباق عندما اندلعت أخبار مرض ماكميلان، أغضب هوم إثنين على الأقل من زملائه في الحكومة بتغيير رأيه. ماكميلان جاء بسرعة إلى الرأي القائل بأن هوم سيكون الخيار الأفضل كخلفه، وأعطاه الدعم القيم من وراء الكواليس. وقال أنه إذا كان يتعافى أنه سيكون على إستعداد للعمل كعضو في مجلس الوزراء هوم. كان قد فضل هايلشام في وقت سابق، لكنه غير رأيه عندما علم من السفير البريطاني في الولايات المتحدة أن إدارة كينيدي كانت غير مستقرة إزاء احتمال هايلشام كرئيس للوزراء، ومن سوطه الرئيسي الذي رأى هايلشام بأنه يميني - الذي ينفر الناخبين المعتدلين.
على العكس من ذلك، كان بتلر ينظر إليه على الجناح الليبرالي للمحافظين، وانتخابه كزعيم قد ينقسم الحزب. أجرى لورد المستشارد، واللورد ديلهورن، استطلاعاً للأعضاء في مجلس الوزراء، وأبلغوا ماكميلان أنه مع الأخذ في الاعتبار التفضيلات الأولى والثانية كانت هناك عشرة أصوات لهوم، أربعة لمودلينغ، ثلاثة لبتلر وإثنين لهيلشام.
لا يزال تعيين رئيس الوزراء جزءاً من الامتياز الملكي ولهذا فليس من الضروري للملكة استشارة رئيس الوزراء المنتهية ولايته. ومع ذلك، نصح ماكميلان الملكة بأنه يعتبر هوم الخيار الصحيح. لم يعرف سوى القليل عن هذا الاستشارة للملكة خارج من الرتب العليا للحزب والأمانة الملكية. في 18 أكتوبر جرت صحيفة التايمز عنوان «الملكة قد ترسل دعوة للسيد بتلر اليوم». وتوقعت صحيفة ديلي تلغراف والفاينانشال تايمز أيضاً أن بتلر على وشك أن يتم تعيينه. أرسلت الملكة الدعوة إلى هوم في نفس اليوم. وإدراكاً منها للانقسامات داخل الحزب الحاكم، لم تعينه رئيساً للوزراء، ولكنها دعته لمعرفة ما إذا كان قادراً على تشكيل حكومة.
قد بذل زملائه في مجلس الوزراء، إينوك باول وإيان ماكليود، اللذان رفضا ترشيحه، جهداً في اللحظة الأخيرة لمنعه من تولي منصبه بمحاولة إقناع بتلر والمرشحين الآخرين بعدم شغل وظائف في مجلس وزرائه. لكن بتلر كان يعتقد أنه من واجبه أن يعمل في مجلس الوزراء، ورفض أن يكون له أي جزء في المؤامرة، وقبل منصب وزير الخارجية. وتابع المرشحون الآخرون قيادة باتلر، ولم يقم باول وماكليود إلا برفض منصبهم في وزارات هوم. علق ماكلويد قائلاً: «لا يتوقع المرء أن يكون هناك العديد من الأشخاص معه في المحاولة الأخيرة». في 19 أكتوبر، كان هوم قادراً على العودة إلى قصر بكنغهام لتقبيل اليدين كرئيس للوزراء. لم تكن الصحافة فقط خاطئة من قبل التعيين، ولكن حرجة للغاية. وقالت صحيفة «ديلي ميرور» الموالية للحزب العمالي على صفحتها الأولى:
شاب جميل ونظير مهذب. لكن تعيين كاليغولا لخيله كقنصل كان عملاً من الحكامة السياسية الحكيمة مقارنة مع الإيماءة من الإرهاق من قبل السيد ماكميلان. ... أليك (ليس أليك الذكي -أليك فقط) يلعب الشطرنج مع مجلس الوزراء التي تحتوي على ما لا يقل عن أربعة أعضاء من مكانة أكبر، من قوة دماغية ، شخصية وإمكانات أكثر من نفسه. قد تم خيانة بتلر، إهانة مولدينغ، تجاهل ماكلويد، تم تعامل هيث مع ازدراء، وهايلشام ضحك خارج المحكمة من قبل المهرج في المستشفى.
قد أيدت صحيفة التايمز، المؤيدة عموماً للمحافظين، بتلر، ووصفته بأنه «تبذير» من قبل الحزب لتمرير مواهبه العديدة. وأشادت الصحيفة هوم «كوزير خارجية ناجح»، لكنها شككت في إستيعابه للشؤون الداخلية، غرائزه التحديثية ومدى ملاءمته «لحمل الحزب المحافظ خلال حملة شرسة وربما قذرة» في الانتخابات العامة التي ستجرى خلال عام. لاحظت صحيفة الغارديان، الليبرالية في وجهة نظرها السياسية، أن هوم «لا يبدو وكأنه الرجل لإضفاء القوة والغرض على حكومته والبلاد»، وأقترحت أنه يبدو ضعيفاً جداً من الناحية السياسية حتى أن يكون هناك فجوة توقف قالت صحيفة ذا أوبزرفر، وهي ورقة أخرى ليبرالية، إن «الانطباع الساحق والمدمر الذي خلفته أحداث الأسبوعين الماضيين هو أن المحافظين أجبروا على الإستقرار للثاني الأفضل... الهدوء والثبات مما جعله وزير خارجية جيد، لا سيما في أوقات الأزمات مثل برلين وكوبا، قد تكون أيضاً مسؤولية».
في يناير 1964، وفي غياب أي معلومات أخرى، أستخدم ماكليود الآن محرر «المشاهد» ذريعة مراجعة كتاب راندولف تشرشل لنشر صورته المختلفة والمختلفة جداً عن انتخابات القيادة. ووصف «سبر» خمسة من النبلاء المحافظين، أربعة منهم، مثل هوم وماكميلان ذهبوا إلى كلية في إيتون، كغرزة من قبل «الدائرة السحرية». تلقت المقالة دعاية واسعة وأقنعت أنثوني هوارد، الذي أعلن في وقت لاحق أنه «أهان بعمق ... ولم يكن أبداً أكثر مهيناً من عندما أصبح أليك دوغلاس هوم زعيم الحزب المحافظ».

### رئيس الوزراء (1963-1964)
في 23 أكتوبر 1963، بعد أربعة أيام من توليه منصب رئيس الوزراء، تنازل هوم عن الإرلدوم وأرتباط بأوسمة أصغر. بعد أن أصبح فارساً من أمر الشوك في عام 1962، كان معروفاً بعد التنحي عن مجلس اللوردات كالسير أليك دوغلاس هوم. كان مقعد الإتحادي الأمن في كينروس وغرب بيرثشاير شاغراً، واعتمد دوغلاس هوم كمرشح حزبه. وكان من المقرر أن يجتمع البرلمان في 24 أكتوبر بعد العطلة الصيفية، ولكن تأجيله أرجئ حتى 12 نوفمبر للانتظار للانتخابات الفرعية. لمدة عشرين يوماً كان دوغلاس-هوم رئيساً للوزراء بينما لم يكن عضواً في أي مجلس برلماني، وهو وضع لا سابق له. فاز في الانتخابات الفرعية بأغلبية 9,328؛ كان المرشح الليبرالي في المركز الثاني والعمالي في المركز الثالث.
هاجم الزعيم البرلماني لحزب العمال المعارض،هارولد ويلسون، رئيس الوزراء الجديد بأنه "مفارقة تاريخية أنيقة". وأكد أن ليس أحداً من خلفية دوغلاس هوم يعرف أي من مشاكل الأسر العادية. على وجه الخصوص، طالب ويلسون أن يعرف كيف يمكن أن يكون "نجل عقيم من المؤسسة" له القدرة أن يقود الثورة التكنولوجية التي أعتبرها ويلسون ضرورية: "هذه هي الثورة المضادة ... بعد نصف قرن من التقدم الديمقراطي، من الثورة الاجتماعية، فإن العملية برمتها قد توقفت من قبا الإيرل الرابع عشر! " دوغلاس-هوم رد عليه بأن هذا مقتبس خيلاء، ولاحظ:" أعتقد أن السيد ويلسون، عندما تأتي للتفكير في ذلك، هو ويلسون الرابع عشر السيد. ودعا ويلسون" بائع البقعة في العلوم الاصطناعية "وحزب العمال" بقايا الوعي الطبقي الوحيد في البلاد". تراجعت المعارضة، مع بيان في الصحافة يقول: "إن حزب العمال غير مهتم بحقيقة أن رئيس الوزراء الجديد ورث الإرلدوم الرابع عشر - لا يمكنه أن يساعد أسلافه أكثر من بقيتنا".
دوغلاس-هوم ورث من ماكميلان حكومة ينظر إليها على نطاق واسع أنها ساقطة، «ساكنة في بحر من السخرية والفضيحة»، في عبارة هيرد. كان دوغلاس-هوم هدفاً للهجاء على تلفزيون بي بي سي وفي مجلة بريفات آي. على عكس ويلسون، لم يكن في راحة على شاشة التلفزيون، وعبر وكنه أقل عفوية من خصمه.
في الشؤون الدولية كان الحدث الأكثر دراماتيكية خلال رئاسة دوغلاس هوم هو اغتيال الرئيس كينيدي في نوفمبر عام 1963. دوغلاس هوم، متأثراً بوضوح، بث تحية على التلفزيون. كان قد أحب وعمل بشكل جيد مع كينيدي، ولم يطور مثل هذه العلاقة المرضية مع ليندون جونسون. وكان لدى حكوماتهم خلاف جدي حول مسألة التجارة البريطانية مع كوبا. تحت رئاسة دوغلاس أستقبلت مستعمرات رودسيا الشمالية ونياسالاند الاستقلال، على الرغم من أن هذا كان نتيجة للمفاوضات بقيادة ماكليود تحت حكومة ماكميلان.
في بريطانيا كان هناك ازدهار اقتصادي؛ الصادرات «أسرعت»، وفقاً لصحيفة التايمز، والاقتصاد ينمو بمعدل سنوي قدره أربعة في المائة. لم يقدم دوغلاس هوم أي إدعاء بالخبرة الاقتصادية؛ وعلق قائلاً إن مشاكله كانت من نوعين: «السياسية هي غير قابلة للذوبان والاقتصادية الغير مفهومة». وفي مناسبة أخرى قال: «عندما يتعين علي قراءة الوثائق الاقتصادية يجب أن يكون لدي أعواد الكبريت وأبدء في نقلهم إلى موقف لتبسيطهم وتوضيح النقاط لنفسي». ترك ماودلينغ مسؤول عن الخزانة، وعزز هيث إلى الأعمال التجارية الجديدة والمحفظة الاقتصادية. وقد أخذ هذا الأخير زمام المبادرة في جزء كبير من التشريع المحلي من رئاسة دوغلاس هوم، هو إلغاء صيانة سعر إعادة البيع.
تم إدخال قانون أسعار إعادة البيع لحرمان المصنعين والموردين من تحديد الأسعار التي يجب أن يباع بها بائع التجزئة بضائعهم. وفي ذلك الوقت، كان ما يصل إلى أربعين في المائة من البضائع المباعة في بريطانيا عرضة لتحديد الأسعار، بما يضر بالمنافسة، وعيب على المستهلك. دوغلاس هوم، الذي أقل ليبرالي في المسائل الاقتصادية من هيث، ربما لم يكن قد رعى مثل هذا الاقتراح العفوي. ومع ذلك، أعطى هيث دعمه، في وجه معارضة بعض زملائه في الحكومة، بما في ذلك بتلر، هيلشام ولويد وعدد كبير من المحافظين الخلفيين. كانوا يعتقدون أن التغيير من شأنه أن يفيد محلات السوبر ماركت وغيرها من تجار التجزئة الكبيرة على حساب مالكي المحلات الصغيرة. وأضطرت الحكومة تقديم تنازلات لتجنب الهزيمة. ظلت صيانة أسعار التجزئة قانونية لبعض السلع؛ شملت هذه الكتب، والتي ظلت سارية المفعول حتى أدت قوى السوق إلى التخلي عنها في عام 1995. كما يسمح للمصنعين والموردين برفض تزويد أي بائع تجزئة يباع بضائعهم بأقل من سعر التكلفة، كزعيم خاسر. وكان لقانون ممر برلماني صعب حيث أمتنع فيه حزب العمال عموماً عن التصويت، مما ترك المحافظين للتصويت لصالح حكومتهم أو ضدها. تلقى القانون الموافقة الملكيةفي يوليو 1964، ولكن لم تصبح نافذة حتى عام 1965، في ذلك الوقت دوغلاس هوم، هيث وزملائهم كانوا خارج السلطة.
قد أحبط رئيس الوزراء نفسه مؤامرة لاختطافه في أبريل 1964. تبعه طالبان من الجانح الأيسر من جامعة أبردين إلى بيت جون وبريسيلا بوكان، حيث كان يقيم. كان وحده في ذلك الوقت وأجاب على الباب، حيث قال له الطلاب أنهم يخططون لخطفه. أجاب عليهم: «أعتقد أنكم تدركون إذا تخطفوني، سيفوز المحافظون في الانتخابات بي 200 أو 300 مقعداً». أعطى خاطفيه المعتزمين بعض البيرة، وتخلوا عن المؤامرة.
كان من المقرر أن تنتهي ولاية البرلمان المنتخب في عام 1959 في أكتوبر 1964. وحل البرلمان في 25 سبتمبر وبعد ثلاثة أسابيع من الحملات الانتخابية جرت الانتخابات العامة في 15 أكتوبر. كان أداء المحافظون تحت قيادة دوغلاس هوم أفضل بكثير مما كان متوقعاً على نطاق واسع، ولكن حزب العمال تحت ويلسون فاز بأغلبية ضيقة. فاز حزب العمال 317 مقعداً، المحافظين 304 والليبراليين 9.

### في المعارضة (1964-1970)
بصفته قائداً للمعارضة، اقنع دوغلاس-هوم ماكليود وباول بالانضمام مرة أخرى إلى المقاعد الأولة في الحزب المحافظ. في غضون أسابيع من الانتخابات العامة تقاعد بتلر من السياسة، وقبل منصب ماجستير في كلية الثالوث (كامبريدج) جنباً إلى جنب مع قرن للحياة. لم يخصص دوغلاس-هوم على الفور الظل لزملائه، ولكن في يناير 1965 أعطى مودلينغ محفظة الشؤون الخارجية وأصبح هيث المتحدث باسم وزارة الخزانة والشؤون الاقتصادية. لم يكن هناك ضغط فوري على دوغلاس-هوم لتسليم القيادة إلى أحد أعضاء الجيل الأصغر، ولكن في أوائل عام 1965 بدأت مجموعة المحافظين الجديدة تسمى بيست (الضغط من أجل الاقتصاد والاجتماعيات المحافظة) بدعوة إلى التغيير. دوغلاس هوم إما لم يكن يعرف، أو أختار أن يتجاهل، حقيقة أن هيث قد تبرع إلى بيست. قرر أن الوقت قد حان ليقاعد كقائد، مع هيث كخليفه المفضل.
قد قرر دوغلاس-هوم أن الحزب يجب أن يتخلى عن «عمليات التشاور العرفية»، التي تسببت في الحقد عندما تم تعيينه في عام 1963، وأنشأ عملية تنظيمية من الاقتراع السري من قبل النواب المحافظين لانتخاب خلفائه الحاليين والمستقبليين كقائد الحزب. ولصالح النزاهة، نظمت لجنة الاقتراع من قبل لجنة عام 1922، أعضاء البرلمان المحافظين الخلفيين. أعلن دوغلاس هوم استقالته كزعيم محافظ في 22 يوليو 1965. وقف ثلاثة مرشحين للمنصب الشاغر: هيث، مودلينغ وباول. وفاز هيث ب 150 صوتاً (واحد منهم ألقها دوغلاس هوم) إلى 133 لمودلينغ و 15 لباول.
قبل دوغلاس هوم محفظة الشؤون الخارجية في مجلس وزراء ظل هيث. توقع الكثيرون أن يكون هذا التعيين قصير الأجل، تمهيداً لتقاعد دوغلاس هوم من السياسة. جاء ذلك في وقت صعب في العلاقات الخارجية البريطانية: اندلعت أحداث في مستعمرة الحكم المحلي رودسيا (روديسيا الجنوبية سابقاً) التي كانت تنجرف نحو أزمة منذ سنوات، وأخيراً تحولت لتمرد مفتوح ضد السيادة البريطانية. وقد عارضت حكومة الأقلية البيضاء في الغالب هناك نقل فوري إلى حكم الأغلبية السوداء قبل أن تكون المستعمرة قد حققت دولة ذات سيادة، وفي نوفمبر 1965 أعلنت استقلالها من جانبها. وفاز دوغلاس هوم بموافقة نواب حزب العمال اليساريين مثل توني بين على معارضته لا تتزعزع لحكومة المتمردين، وتجاهلهم على الجناح اليميني للحزب المحافظ الذي تعاطف مع المتمردين لأسباب عنصرية.
في عام 1966 أصبح دوغلاس هوم رئيس نادي ماري ليبون كريكت، التي كانت آنذاك الهيئة الحاكمة للكريكت الإنجليزي والعالمي. كانت الرئاسة عموماً موقف احتفالي إلى حد كبير، ولكن دوغلاس هوم أصبح متورط في جدلين، واحدة منهم مع آثار دولية. وكان هذا ما يسمى ب «قضية داليفيرا»، حيث أدى إدراج لاعب غير أبيض في فريق إنجلترا للقيام بجولة في جنوب أفريقيا إلى إلغاء الجولة من قبل النظام الأبارتايدي في بريتوريا. في تقريره عن هذه القضية، ينتقد الصحفي السياسي بيتر أوبورن دوغلاس هوم لموقفه المتذبذب تجاه رئيس وزراء جنوب أفريقيا، ب. ج. فورستر الذي قال أوبورن: «لم يكن أكثر قوة من تشامبرلين مع هتلر قبل ثلاثين عاماً». إن نصيحة دوغلاس-هوم للجنة النادي بعدم الضغط على جنوب أفريقيا للحصول على ضمانات مسبقة بشأن قبول د. أوليفيرا، وتأكيداته المتفائلة بأن كل شيء سيكون على ما يرام، أبدت انتقادات أكثر من مجموعة من أعضاء النادي بقيادة ريفراند ديفيد شيبارد. الجدل الثاني لم يكن من المشاكل العنصرية بل من الطبقة الاجتماعية. سقط بريان كلوز كقائد إنجلترا لصالح كولين كودري. تم إسقاط كلوز بعد استخدام تكتيكات تأخير عندما كابتن نادي يوركشاير في مباراة في المقاطعة، ولكن ينظر إلى هذه الخطوة على نطاق واسع على أنها منحازة تجاه لاعبي الكريكيت من تقليد الهواة القديم، الذي أنتهت رسمياُ في عام 1963.
قد جعلت أغلبية ويلسون الصغيرة بعد الانتخابات العامة لعام 1964 عملية الأعمال الحكومية صعبة، وفي عام 1966 دعا لإنتخابات أخرى التي أكتسب فيها حزب العمال أغلبية عمل قوية من 96 مقعد. بعض أعضاء كبار السن من فريق هيث، بما في ذلك لويد، تقاعد من المقاعد الأمامية ، مما يفسح المجال لأعضاء الجيل القادم. انتقل هيث مودلينغ إلى محفظة الشؤون الخارجية، وتولى دوغلاس هوم مسؤوليات لويد كمتحدث عن علاقات الكومنولث. كان ينظر إلى هيث على نطاق واسع على أنه غير فعال ضد ويلسون، ومع اقتراب الانتخابات العامة في عام 1970 كان هناك قلق داخل الحزب أنه سيخسر، وأن باول سوف يسعى إلى إستبداله كزعيم للحزب. أعتقد مودلينغ والسوط الرئيسي، ويليام وايتيلاو أنه إذا كان هيث أُضطر للاستقالة دوغلاس هوم سيكون المرشح الأكثر أماناً لإبقاء باول خارج. ووافق دوغلاس-هوم على وجهة نظرهم بأن حزب العمال سيفوز بانتخابات عام 1970، وأنه قد يتعين على هيث أن يستقيل، لكنه رفض أن يلتزم بنفسه. لمفاجأة الجميع تقريباً بإستثناء هيث، فاز المحافظون في الانتخابات، بأغلبية 31 مقعداً.
حصل دوغلاس هوم على دكتوراه فخرية من جامعة هيريوت وات في عام 1966.

### وزير الخارجية والكومنولث (1970-1974)
دعا هيث، دوغلاس-هوم للانضمام إلى مجلس الوزراء، وتولى مسؤولية الشؤون الخارجية وشؤون الكومنولث. في القرون السابقة لم يكن إستثنائيا لرئيس وزراء سابق للعمل في مجلس وزراء خليفه، وحتى في السنوات الخمسين الماضية آرثر جيمس بلفور، ستانلي بالدوين، رامزي ماكدونالد ونيفيل  تشامبرلين قد فعلوا ذلك. اعتباراً من 2016، دوغلاس-هوم هو آخر رئيس وزراء سابق خدم لخليفه. عند تعيين بلفور لحكومة هربرت أسكويث في عام 1916، قال أرشيبالد بريمروز، الذي كان رئيساً للوزراء بين 1894-1895، إن عمل رئيس الوزراء السابق في مجلس الوزراء تعتبر "ترف عابراً وخطيراً". يكتب ثورب أن تعيين هيث لدوغلاس هوم "لم يكن ترفاً بل دعامة أساسية لإدارته.
قد قامت إدارة ويلسون بدمج مكتب المستعمرات ومكتب علاقات الكمنولث في عام 1966 في مكتب الكمنولث، الذي تم دمجه بعد ذلك بعامين مع وزارة الخارجية لتشكيل ووزارة الخارجية وشوؤن الكومنولث. عين هيث دوغلاس-هوم لرئاسة القسم، مرة أخرى، مع وزير ثاني، وهذه المرة أنتوني باربر، المسؤول أساساً، كما كان هيث في الستينات، للمفاوضات حول انضمام بريطانيا إلى إلسوق الأوروبي. ولكن هذه المرة كانوا الوزراء الإثنين من مجلس العموم. وكان منصب وزير باربر رسمياً مستشار دوقية لانكستر.
في غضون أسابيع من الانتخابات تم نقل باربر من وزارة الخارجية إلى الخزانة لتولي منصب المستشار من إيان ماكليود، الذي توفي فجأة في 20 يوليو. على الرغم من أن دوغلاس هوم لم يتمتع أبداً بعلاقة سهلة معه، أعترف بمكانة زميله، وشعر بخسارة سياسية وكذلك شخصية. قد حافظ بعض المعلقين على أن وفاة ماكليود وإستبداله من قبل شخصية أقل أهمية، باربر قوضت بشكل قاطع النجاح الاقتصادي لحكومة هيث.
قد حل محل باربر في وزارة الخارجية جيوفري ريبون، الذي تولى مسؤولية المفاوضات اليومية مع السوق الأوروبي، تحت إشراف هيث. دوغلاس هوم، كما كان من قبل، ركز على العلاقات الشرقية - الغربية ومسائل الكومنولث. وأتفق مع سياسة هيث على السوق الاقتصادية الأوروبية، وفعل الكثير لإقناع المشككين على الجناح اليمنى للحزب المحافظ من إستصواب دخول بريطانيا. يكتب هرد:
طريق مزاجه وخلفيته كانت بعيدة المسافة من التزام هيث العاطفي إلى أوروبا موحدة. والأهم من ذلك هو دعمه الثابت للدخول البريطاني، والذي أستند إلى تقييم واضح لمكانة بريطانيا في العالم الحديث، ولا سيما علاقتها مع فرنسا وألمانيا من ناحية والولايات المتحدة من ناحية أخرى ... مما يوفر الجناح الأيمن للحزب المحافظ تأكيدات ضرورية.
في العلاقات الشرقية - الغربية، واصل دوغلاس هوم سياسته في الحفاظ على هدوء الاتحاد السوفيتي. في سبتمبر عام 1971، بعد أن لم يحصل على نتائج مرضية من المفاوضات مع غروميكو حول الأنشطة الصارخة للجنة أمن الدولة في بريطانيا، طرد 105 دبلوماسيين سوفييت للتجسس. بالإضافة إلى الغضب الناجم عن ذلك، رأى السوفييت أن نهج الحكومة البريطانية في المفاوضات بشأن (الانفراج) في أوروبا كان مفرطا في الحذر، وحتى متشككاً. غروميكو كان مع ذلك واقعياً بما فيه الكفاية للحفاظ على علاقة عمل مع الحكومة البريطانية. في غضون أيام من عمليات الطرد من لندن ألتقى هو ودوغلاس هوم وناقشا الشرق الأوسط ونزع الأسلحة. في هذا المجال من السياسة الخارجية، كان الحكم على دوغلاس هوم على نطاق واسع أنه نجح.
في المفاوضات حول مستقبل روديسيا، دوغلاس هوم كان أقل نجاحاً. كان له دور فعال في إقناع زعيم المتمردين، يان سميث، بقبول مقترحات الانتقال إلى حكم الأغلبية الأفريقية. أنشأ دوغلاس-هوم لجنة مستقلة برئاسة قاضي بريطاني بارز، اللورد بيرس، للتحقيق في مدى قبول المقترحات في رأي الأغلبية في روديسيا. بعد عمل ميداني واسع النطاق في جميع أنحاء روديسيا، ذكرت اللجنة «نحن راضون عن أدلتنا على أن المقترحات مقبولة من قبل الغالبية العظمى من الأوروبيين. ونحن راضون على قدم المساواة ... أن غالبية الأفارقة رفضوا المقترحات. في رأينا شعب روديسيا ككل لا يعتبر المقترحات مقبولة كأساس للإستقلال». لخيبة أمل دوغلاس هوم لم يكن هناك قرار، وظلت روديسيا نظاماً للمتمردين بعد فترة طويلة من ترك منصبه.

### تقاعده ووفاته (1974-1995)
في الانتخابات العامة التي جرت في فبراير 1974، هزمت حكومة هيث بفارق ضيق. وتراجع دوغلاس-هوم، الذي كان واحد وسبعين سنة، في الانتخابات الثانية من ذلك العام، التي دعت إليها حكومة حزب العمال الأقلية في أكتوبر، أملاً في الفوز بأغلبية في مجلس العموم. وعاد إلى مجلس اللوردات في نهاية عام 1974 عندما قبل قرن الحياة، وأصبح يعرف باسم بارون هوم من هيرسل، من كولدستريم في مقاطعة بيرويك.
بين عامي 1977 و 1989 كان المنزل حاكم زينغاري، فريق كريكيت البدوي. في التقاعد، نشر ثلاثة كتب: طريقة ضربات الرياح (1976)، وصفها هيرد بأنها «سيرة الذاتية جيدة المحيا، مع أكثر حكايات من رؤى»، تأملات الحدود (1979)، ومراسلاته مع حفيده ماثيو داربي، رسائل إلى حفيد (1983). في الثمانينات هوم قضى على نحو متزايد وقته في إسكتلندا، مع عائلته. كان صياد حريص وتمتع بالرماية. يكتب هيرد أن «لم تكن هناك لحظة مفاجئة عندما تخلى عن السياسة»، بل «تدخلاته أصبحت أقل وأقل». كان آخر خطاب له في مجلس اللوردات في عام 1989، عندما تحدث ضد مقترحات هرد لمحاكمة مجرمي الحرب الذين يعيشون في بريطانيا: «بعد انقضاء هذا الوقت قد لن تحقق العدالة، وسيكون من الخطورة الاعتماد على ذكريات من الأحداث التي وقعت منذ وقت طويل. وقد فات الأوان لإعادة فتح القضية». وأصبح انسحابه من الشؤون العامة أكثر وضوحاً بعد وفاة زوجته في عام 1990، بعد 56 عاماً من الزواج.
توفي هوم في 9 أكتوبر 1995 في هيرسل، في سن الثاني وتسعون. دفن في كنيسة لينل، كولدستريم.

## سمعته
كانت رئاسة وزراء هوم قصيرة وليست واضحة للابتكار الجذري. صرح هيرد، «لم يكن قادراً على رحلات ماكميلان للخيال»، لكنه كان سياسي عملي فعال. في مكتب علاقات الكومنولث ووزارة الخارجية لعب دوراً هاماً في المساعدة على انتقال بريطانيا من السلطة الإمبراطورية إلى شريك أوروبي. كل من ثورب وهيرد يقتبسوا مذكرة من ماكميلان كتبها في عام 1963، تهدف إلى مساعدة الملكة في اختيار خليفة له:
لورد هوم هو بوضوح رجل يمثل الطبقة الحاكمة القديمة في أفضل حالاتها ... فهو ليس طموحاً بمعنى الرغبة في التخطيط للسلطة، رغم أنه لا يكن أحمق بما فيه الكفاية لمقاومة الشرف عندما يتعلق الأمر به ... ويعطي ذلك الانطباع من قبل خليط غريبة من المجاملة الكبيرة، وحتى لو أسفر عن الضغط، مع صلابة كامنة في المسائل المبدئية. ومن المثير للاهتمام أنه أثبت نفسه محب كثيراً من قبل الرجال مثل الرئيس كينيدي والسيد روسك والسيد غروميكو. هذه هي بالضبط الجودة الموجودة في طبقه التي ينتمي إليها وهي من أفضل جوداتهم لأنهم يفكرون عن المسألة قيد المناقشة وليس عن أنفسهم.
دوغلاس هيرد، مرة السكرتير الخاص لهوم وبعد سنوات عديدة خليفه (بعد سبعة من أصحاب وسيط للمنصب) كوزير الخارجية وشؤون الكمنولث، كتب هذا التعليق الشخصي: «إن الرجال الثلاثة الأكثر مهذبيين الذين عرفتهم في السياسة هم لورد هوم، الحسين بن طلال ملك الأردن، والرئيس نيلسون مانديلا. كانوا الثلاثة لهم سهولة مولودة، بمعنى أنهم ليس لهم داعي للقلق حول أنفسهم وكان لهم المزيد من الوقت لقلق أنفسهم عن مشاعر الآخرين».
على الرغم من أن البعض في حزب المحافظين أتفقوا مع ويلسون (وجو غريموند، الزعيم الليبرالي) على أن المحافظين قد فازوا بانتخابات عام 1964 إذا كان بتلر رئيساً للوزراء، لاحظت جريدة التايمز أنه «لا ينبغي التغاضي عن أنه في أكتوبر 1963 أتخذ هوم حكومة التي تحطمت معنوياتها والتي كانت مكانتها في إستطلاعات الرأي سيئة جداً. بعد عام من ذلك فاز حزب العمال في الانتخابات العامة، بأغلبية إجمالية من أربعة مقاعد فقط، إن عمل [هوم] في تعافى الكثير من الأرض في وقت قصير جداً كان في نفسه إنجازاً». ومع ذلك، نظرت التايمز إلى الماضي عبر مسيرة هوم، وأعتبرت أن سمعته لم ترتكز على رئاسته لفترة وجيزة، ولكن على الإثنين من الفترات كوزير الخارجية: «جلب إلى المكتب ... قدرته على الحديث المباشر، من أجل متانته نحو السوفيات (وأحياناً تفسر على أنه كان عدم متعاطف) تجاه بلدان أفريقيا وآسيا. لكنه جلب شيئاً آخر أيضاً: درجة غير عادية من الاحترام الدولي».

## مجلس وزرائه
مجلس وزراء هوم، أعلنت في 20 أكتوبر 1963، أن:
- لورد هوم [السير أليك دوغلاس-هوم من 23 أكتوبر]: رئيس الوزراء ووزير الخزانة الأول
- بتلر: وزير الخارجية للشؤون الخارجية
- كوينتين هوغ: رئيس مجلس الوزراء ووزير العلوم
- اللورد ديلهورن: اللورد مستشارة
- ريجينالد مودلينغ: وزير الخزانة [167]
- هنري بروك: وزير الدولة للشؤون الداخلية
- دنكان سانديس: وزير الدولة لشؤون المستعمرات ووزير الدولة لشؤون الكومنولث
- إدوارد هيث: وزير الدولة للصناعة، التجارة والتنمية الإقليمية ورئيس مجلس التجارة
- بيتر ثورنيكروفت: وزير الدفاع
- سيلوين لويد: ختم اللورد بريفي
- اللورد بلاكنهام: مستشار دوقية لانكستر
- كريستوفر سوامس: وزير الزراعة، مصايد الأسماك والغذاء
- إرنست ماربلز: وزير النقل
- جون بويد كاربنتر: السكرتير الأول للخزانة ومدير صرف الرواتب
- مايكل نوبل: وزير الدولة لشؤون إسكتلندا
- السير إدوارد بويل: وزير التربية والتعليم
- جوزيف جودبر: وزير العمل
- السير كيث جوزيف: وزير الإسكان والحكم المحلي ووزير شؤون الويلزية
- فريدريك إيرول: وزير الطاقة
- أنتوني باربر: وزير الصحة
- جيفري ريبون: وزير الأشغال العامة والمباني العامة
- ديديس: وزير بدون محفظة
- اللورد كارينجتون: وزير بدون حقيبة، زعيم مجلس اللوردات

### التغييرات
- أبريل 1964: أصبح كوينتين هوغ وزيرة الدولة للتعليم والعلوم. ترك السير إدوارد بويل مجلس الوزراء| - ع - ن - ت رؤساء وزراء المملكة المتحدة | - ع - ن - ت رؤساء وزراء المملكة المتحدة                                                                                                                                                                                                                                                                                                                                                                                                                                                                                                                                                                                                                                                                                                                                                                                                                                                                                                                                                                                                              | - ع - ن - ت رؤساء وزراء المملكة المتحدة |
| --------------------------------------- | --- | --------------------------------------- |
| مملكة بريطانيا العظمى                   | - روبرت والبول - سبنسر كومبتون - هنري بلهام - دوق نيوكاسل - وليام كافينديش - دوق نيوكاسل - جون ستيوارت - جورج غرنفيل - ماركيز روكنغهام - ويليام بيت الأكبر - أغسطس فيتزروي - فريديريك نورث - ماركيز روكنغهام - ويليام بيتي - دوق بورتلاند - ويليام بيت الأصغر |                                         |
| المملكة المتحدة                         | - ويليام بيت الأصغر - هنري أدينغتون - ويليام بيت الأصغر - ويليام غرنفيل - دوق بورتلاند - سبنسر برسيفال - روبرت جنكنسون - جورج كانينغ - فريديريك روبنسون - آرثر ويلزلي - تشارلز غراي - وليام لامب - آرثر ويلزلي - روبرت بيل - وليام لامب - روبرت بيل - جون رسل - إدوارد سميث ستانلي - جورج هاملتون غوردون - لورد بالمرستون - إدوارد سميث ستانلي - لورد بالمرستون - جون رسل - إدوارد سميث ستانلي - بينجامين دزرائيلي - وليم غلادستون - بينجامين دزرائيلي - وليم غلادستون - روبرت سيسل - وليم غلادستون - روبرت سيسل - وليم غلادستون - أرشيبالد بريمروز - روبرت سيسل - آرثر جيمس بلفور - هنري كامبل بانرمان - هربرت أسكويث - ديفيد لويد جورج - أندرو بونار لو - ستانلي بلدوين - رامزي ماكدونالد - ستانلي بلدوين - رامزي ماكدونالد - ستانلي بلدوين - نيفيل تشامبرلين - ونستون تشرشل - كليمنت أتلي - ونستون تشرشل - أنطوني إيدن - هارولد ماكميلان - أليك دوغلاس هيوم - هارولد ويلسون - إدوارد هيث - هارولد ويلسون - جيمس كالاهان - مارغريت ثاتشر - جون ميجر - توني بلير - جوردون براون - ديفيد كاميرون - تيريزا ماي - بوريس جونسون - ليز تراس - ريشي سوناك |                                         |
| - تصنيف:رؤساء وزراء بريطانيا - كومنز    | |                                         |

## روابط خارجية
- أليك دوغلاس هيوم على موقع IMDb (الإنجليزية)
- أليك دوغلاس هيوم على موقع الموسوعة البريطانية (الإنجليزية)
- أليك دوغلاس هيوم على موقع مونزينجر (الألمانية)
- أليك دوغلاس هيوم على موقع ميوزك برينز (الإنجليزية)
- أليك دوغلاس هيوم على موقع إن إن دي بي (الإنجليزية)
- أليك دوغلاس هيوم على موقع إي آس بي آن كريك إنفو (الإنجليزية)